# Mohamed Taki Abdoulkarim
Mohamed Taki Abdoulkarim (20 febbraio 1936 – 6 novembre 1998) è stato un politico comoriano.
È stato il Presidente delle Comore per un periodo ad interim nell'ottobre 1995 e nuovamente dal marzo 1996 fino alla sua morte, avvenuta nel novembre 1998.
Nel 1992, dal gennaio al luglio, è stato Primo ministro delle Comore.
Inoltre, nel corso della sua carriera politica, ha ricoperto diversi incarichi governativi come Ministro.